# Bitwa pod Cholet
Bitwa pod Cholet – starcie zbrojne, które miało miejsce 17 października 1793 roku w okresie rewolucji francuskiej. Bitwa rozegrała się pomiędzy francuskimi siłami rewolucyjnymi pod dowództwem generała Léchelle’a a siłami francuskich rojalistów pod wodzą Maurice’a Louisa d’Elbée. Pole bitwy znajdowało się pod miasteczkiem Cholet we francuskim departamencie Maine i Loara. Bitwa zakończyła się zwycięstwem sił republikańskich. D’Elbée odniósł rany, a poza tym został wzięty do niewoli. Później został zgładzony w Noirmoutier przez żołnierzy republikańskich. W trakcie bitwy śmiertelne rany poniósł Charles Melchior Artus de Bonchamps – powstaniec należący do stronnictwa monarchistów.

## Przed bitwą
Nad rankiem 16 października 1793 roku, armia powstańców wandejskich, pokonana podczas bitwy pod La Tremblaye, pozbawiona amunicji oraz artylerii, wycofała się spod Cholet, aby zająć pozycje w Beaupréau.
Przednia straż republikanów, dowodzona przez Beaupuya, wkroczyła na rynek miasta od południa i przeszedłszy  przez miasto, osiedliła się na wzgórzach położonych na północ od miasta.
Następnie Kléber rozmieścił pozostałą część swoich oddziałów. Umieścił dywizje dowodzone przez Beaupuya i Haxo na lewej flance zamku La Treille, z kolei oddziały Louisa Vimeux stacjonowały na prawej flance zamku Bois-Grolleau.
Tymczasem François Séverin Marceau-Desgraviers, który świeżo otrzymał awans do stopnia generała brygady po bitwie pod Tremblaye, zajmował pozycje pośrodku wraz z generałem Scherbem, na wprost wrzosowiska Papinière charakteryzującego się otwartym terenem. Kléber poinformował o sytuacji Jeana Léchelle’a – głównodowodzącego Armii Zachodniej, który zatwierdził poczynione rozmieszczenie oddziałów.
Wojskowe kompetencje Léchelle’a oceniano jako znikome, dlatego większość posłów zgodziła się, by nieoficjalnie powierzyć dowodzenie  Kléberowi. Wieczorem tego samego dnia na miejsce przybyli komisarze: Pierre Bourbotte, René-Pierre Choudieu, Fayaud oraz Bellegarde. W ten sposób liczba posłów znajdujących się w Cholet wzrosła do siedmiu, wliczając w to: Antoine’a Merlina de Thionville, Jean-Baptiste’a Carriera i Louisa Turreau, którzy już wcześniej byli na miejscu. Po raz kolejny siły republikańskie oczekiwały na posiłki w liczbie 10 tys. ludzi generała Chalbos’a zanim rozpoczęły marsz na północ, w kierunku Beaupréau. Posiłki dotarły w nocy.

## Strategia republikanów
Generałowie strony republikańskiej zebrali się na naradzie wojennej nad rankiem 17 października. Kléber zaproponował rozdzielenie armii na trzy kolumny i wymarsz w kierunkach: Saint-Florent-le-Vieil, Gesté oraz Beaupréau w celu otoczenia armii wandejskiej i odcięcia jej od Loary oraz drogi do Nantes. Strategia została przychylnie przyjęta przez generałów z Mayenne: przez Marceau oraz przez Merlina de Thionville – jednakże kilku innych posłów i oficerów, a w szczególności Chalbos – opowiadało się przeciw tej propozycji. Chalbos uważał, że żołnierze są zbyt zmęczeni, natomiast oficerowie byli niechętni rozdzielaniu armii. Plan Klébera ostatecznie odrzucono, a rada zadecydowała o marszu całej armii w kierunku Beaupréau.

## Strategia armii wandejskiej
W Beaupréau oficerowie armii powstańczej – podobnie jak ich adwersarze – byli podzieleni odnośnie do strategii podczas narady wojennej, która odbyła się w południe 16 października. Bonchamps zaproponował, że nakaże swoim żołnierzom z Bretanii przekroczenie Loary w celu wzniecenia powstania w Bretanii i pozyskania posiłków. Talmont, d’Autichamp oraz Donissan opowiadali się za przemieszczeniem się całej armii. Z kolei d’Elbée, La Rochejaquelein oraz Stofflet sprzeciwiali się pomysłowi opuszczenia Wandei. Jeśli chodzi o Royranda, to chciał on spróbować przełamać linie wroga od zachodu w celu połączenia się z armią Charette’a.
Ostatecznie zadecydowano o ataku na Cholet, a następnie armia przystąpiła do marszu. Niemniej jednak zezwolono Talmontowi na wyjazd z Saint-Florent-le-Vieil wraz z 4-tysięcznym oddziałem w celu zajęcia Varades.

## Przebieg bitwy
Wczesnym popołudniem 17 października, armia wandejska została przegrupowana i w sile 40 tysięcy żołnierzy rozpoczęła ofensywę przeciw liniom republikańskim na północ od Cholet. Rojalistom udało się błyskawicznie odepchnąć pierwsze linie Beaupuya w kierunku wrzosowisk Papinière. Wandejczycy podpalili łąki janowca, wytwarzając w ten sposób kłęby gęstego dymu, co znacznie utrudniło republikańskiej artylerii poprawne celowanie.
Wandejczycy nacierali uformowani w regularne oddziały, w trzech wąskich liniach, co odbiegało od ich zwyczajowej taktyki. La Rochejaquelein i Royrand dowodzili prawym skrzydłem, d’Elbée oraz Bonchamps – środkiem, natomiast Stofflet i Marigny – lewą flanką. Oddziały Marceau były ostrzeliwane przez 22 wandejskie armaty i do tego były znacznie słabsze liczebnie, co zwiastowało ich porażkę. Kléber wprowadził więc do walki oddziały rezerwowe. Z zadaniem wsparcia Marceau przysłano oddziały Chalbos’a oraz 4 tysiące żołnierzy François Mullera. Na widok licznej armii wandejskiej, która nacierała z dużą determinacją, nadciągający republikanie wycofali się do Cholet, wywołując znaczne zamieszanie w swoich szeregach. Jean-Baptiste Carrier zdezerterował.
W tym samym czasie w Bois-Grolleau, Vimeuxowi oraz Scherbowi udało się powstrzymać siły dowodzone przez Stoffleta oraz Marigny’ego. W La Treille, oddziały podległe Haxo oraz Beaupuyowi zostały pobite przez La Rochejaqueleina oraz Royranda i cofały się w kierunku przedmieść Cholet. Kléber wkrótce dołączył do tego skrzydła i przegrupował kilka batalionów ze swoich rezerw, w tym 109-ty pułk piechoty, po czym rozkazał im oskrzydlić linie wandejskie. Rozkaz został pomyślnie wykonany. Wandejczycy widząc, że ów oddział ich oskrzydla, ulegli złudzeniu, iż do walki wkroczyła – jako posiłki – nowa armia republikańska. W szeregach republikanów pojawiło się zwątpienie. Poddani republikańskiemu kontrnatarciu, przez krótki czas zdołali utrzymać swoje pozycje. Jednak w obliczu wielokrotnych szarż oddziałów Klébera, Barda oraz Beaupuya – ulegli panice i porzucili pole bitwy.
W centrum walk, Marceau rozstawił swoją artylerię za linią piechoty. Gdy Wandejczycy nacierali, Marceau wycofał linię piechoty tak, by odsłonić armaty, po czym otworzył ogień w ostatniej chwili, doprowadzając do dużej liczby ofiar wśród żołnierzy armii wandejskiej. Zaskoczeni Wandejczycy ze środkowej linii także się wycofali, podczas gdy republikańska piechota przystąpiła do kontrataku. D’Elbée i Bonchamps uważali, że niewiele dzieli ich od zwycięstwa, więc usiłowali skoncentrować siły złożone z kilkuset kawalerzystów oraz piechurów. Nie udało im się to. Zostali otoczeni przez oddziały republikańskie. D’Elbée i Bonchamps obydwaj zostali ciężko ranni niemal w tym samym czasie. Ostatni żołnierze wandejscy uciekli z pola bitwy, zabierając ze sobą rannych oficerów. Pokonani rojaliści masowo wycofywali się w kierunku Loary. Pod Pontreau oddziałom Lyrota oraz Pirona de La Varenne udało się powstrzymać na pewien czas pochód sił republikańskich, dzięki czemu zabezpieczony został odwrót armii wandejskiej do Beaupréau.

## Przekroczenie Loary
Dotarłszy do Beaupréau, wandejscy generałowie podjęli decyzję o przemieszczeniu całej armii w kierunku Saint-Florent-le-Vieil z zamiarem przekroczenia Loary. Wyprawa Talmonta do Varades powiodła się bez trudności, dzięki czemu droga do Bretanii była wolna.
Wyłącznie ciężko ranny d’Elbée nie podążał za armią. Niewielka grupa wandejskich żołnierzy zabrała go na zachód do armii Charlette’a, gdzie znalazł schronienie w Noirmoutier.
W międzyczasie armia republikańska wróciła do Cholet. Westermann, który stacjonował w Châtillon-sur-Sèvre podczas bitwy, chciał ruszyć w pościg za Wandejczykami. Wspierany przez oddziały Beaupuya oraz Haxo, wkrótce wdał się w walkę z tylną strażą Wandejczyków liczącą 8 tysięcy żołnierzy. Udało mu się dotrzeć do Beaupréau. Miasto było już wtedy opuszczone, z wyjątkiem 400 rannych żołnierzy armii wandejskiej, których zamordowano w odwecie za masakrę dokonaną na rannych żołnierzach republikańskich podczas bitwy pod Clisson.
W dniach 17 i 18 października niewielkie wandejskie łodzie pływały po Loarze ruchem wahadłowym w celu przeprawienia wandejskiej armii na przeciwległy brzeg rzeki. Wraz z żołnierzami transportowano dziesiątki tysięcy rannych, ludzi starszych, kobiet i dzieci. Wandejczycy prowadzili ze sobą od 4 do 5 tysięcy jeńców  republikańskich. Jednakże nie byli w stanie przeprawić ich na drugi brzeg rzeki, a oficerowie nie wiedzieli co z nimi uczynić.
W swoim pamiętniku Victoire de Donnissan de La Rochejaquelein napisała, że wszyscy oficerowie zaaprobowali propozycję rozstrzelania jeńców, jednak żaden spośród nich nie odważył się wydać takiego rozkazu. Obecność republikańskich jeńców przykuła wzrok wandejskich żołnierzy, którzy zamierzali ich zabić, by pomścić swoich rannych generałów, a także grabieże dokonywane przez republikanów.
Generał Charles de Bonchamps został przewieziony do domu w Saint-Florent-le-Vieil. Był ciężko ranny i umierający, gdy dowiedział się o planach pozbawienia życia republikańskich jeńców. W ramach swej ostatniej woli polecił swojemu zastępcy, Charles’owi de Beaumont d’Autichamp powstrzymanie egzekucji.
D’Autichamp przemówił do swoich żołnierzy, przekazując polecenie od umierającego generała, by oszczędzić życie więźniów. Bonchamps cieszył się dużym uznaniem wśród swoich żołnierzy, więc dostosowali się oni do jego życzenia i jeńcy zostali zwolnieni.

## Virée de Galerne
Republikanie świętowali swoje zwycięstwo w Cholet. Wojna została ostatecznie wygrana, a ostatni żołnierze wandejscy odepchnięci ku Loarze mieli być łatwo zniszczeni. Dnia 19 października o godzinie 3 nad ranem, pierwszy oddział huzarów kapitana Hauteville’a (zastępcy Westermanna) wkroczył do opuszczonego Saint-Florent-le-Vieil. Wszystkim Wandejczykom udało się przedostać na północny brzeg Loary, mimo iż republikanie uważali, że nie jest to możliwe do wykonania w tak krótkim czasie. Charles de Bonchamps zmarł 4 godziny wcześniej, a jego zwłoki pochowano na cmentarzu w Varades.
Wkrótce zwolnieni republikańscy jeńcy zostali odnalezieni. Merlin de Thionville poinformował Komitet Ocalenia Publicznego o zaleceniu jakiego udzielił republikańskim żołnierzom, iż nie powinni odczuwać żadnej wdzięczności wobec Wandejczyków, „wrogów narodu” w związku ze zwolnieniem przez nich więźniów. Wyrażał nadzieję, że ten epizod zostanie zapomniany przez historię.
Wbrew nadziejom republikanów powstanie w Wandei nie zakończyło się. Rozpoczęła się nowa kampania, która przeszła do historii pod nazwą Virée de Galerne. Pojawiło się ryzyko, że zasięg powstania rozszerzy się na Bretonię oraz Maine, a działania wojenne obejmą tereny położone na północnym brzegu Loary.